# Aedes flavipennis
Aedes flavipennis är en tvåvingeart som först beskrevs av Giles 1904.  Aedes flavipennis ingår i släktet Aedes och familjen stickmyggor. Inga underarter finns listade i Catalogue of Life.